# クラウディオ・キアプッチ
クラウディオ・キアプッチ（Claudio Chiappucci、1963年2月28日- ）は、イタリア・ウボルド出身の元自転車競技選手。

## 戦歴
1982年にイタリアのアマチュアチャンピオンに輝く。1985年にカレラチームと契約してプロ転向。当初は、ステファン・ロッシュやロベルト・ヴィセンティーニのアシスト役だったが、彼らが移籍するとエースの座に君臨するようになった。
1990年のツール・ド・フランスでは、連覇を狙うグレッグ・レモンを終始苦しめ、第20ステージの個人タイムトライアル前まではマイヨ・ジョーヌを守り抜き、最終総合順位も2位に食い込んだ。また、1992年のジロ・デ・イタリア、ツール・ド・フランスでは、こちらも連覇を期すミゲル・インドゥラインと終盤まで互角に渡り合い、いずれも総合2位。とりわけジロでは、1分15秒差まで詰め寄った。特に山岳コースでは自ら果敢にアタックを仕掛ける走りを見せ、レモンやインドゥラインがツールで総合優勝を果たしたときにも、敗れたキアプッチのことを「ベストルーザー」だと讃えるファンも多かった。
しかしながら、山岳賞はツール2回、ジロ3回、ポイント賞はジロで1回の受賞経験があるものの、グランツールの総合優勝はついに果たせなかった。その理由は、決まって個人タイムトライアルにおいて、レモンやインドゥラインに遅れを取ったことにある。一方、1991年6月16日～6月29日まで、UCI・ロードワールドランキングスでランキング1位を経験した。また、ジャパンカップサイクルロードレースでは1993年から1995年まで3連覇を達成し、日本のロードレースファンにも人気がある選手だった。
一方、アシックスチームに移籍した1997年には何度もドーピング検査に引っかかったことから、禁止薬物常用の疑いがもたれるようになった。それを受け、後にキアプッチは、1993年以降、禁止薬物であるエリスロポエチンを常用していた事実も認めた。1998年にアミカ・チップチームへと移籍したものの、ドーピングの渦中に常にあったことも災いしてか、ほとんどレースに出場する機会もなくなり、1999年に引退した。

## その他
- 曽田正人作の自転車漫画『シャカリキ!』に登場する主人公・野々村輝のモデルになった。
- 非常に新し物好きで、シーズン初頭には開発されたばかりの新製品を投入・使用することが多かった。サドルだけは同じものを使い続ける選手が多い中、毎年のように新製品を試していた。